# Andrzej Szutowicz
Andrzej Grzegorz Szutowicz (ur. 1956 w Bytowie) – podpułkownik mgr inż. Wojska Polskiego, falerystyk, regionalista, działacz społeczny, kolekcjoner.

## Życiorys
Urodził się w 1956 r. w Bytowie w nauczycielskiej rodzinie inż. Romualda i Olgi (z domu Banach). Absolwent Liceum Ogólnokształcącego im. Bojowników o Wolność i Polskość Ziemi Bytowskiej z 1975. Od 1976 r. w Wojsku Polskim, jako podchorąży w Wojskowej Akademii Technicznej Wydziału Mechanicznego. W 1995 r. ukończył w Instytucie Logistyki WAT kurs przeszkolenia kandydatów na stanowiska szefów logistyki dywizji brygad i pułków. W 2001 studia podyplomowe w Akademii Obrony Narodowej.
W 1980 r. został dowódcą plid w 7bsap 20DPanc, od 1982 do 1984 dowódca plmost w tym samym batalionie. Dowódcą kprzepr był w latach 1984–1991 w 7bsap i 2bsap 20DPanc oraz 2PDZ. W okresie 1981–1985 budował mosty i pomosty drewniane w kilkunastu miejscowościach woj. szczecińskiego i koszalińskiego. Opracował i z powodzeniem stosował wspornikową metodę budowy pomostów oraz wykonał według własnego pomysłu instrukcję technologiczno obsługową młota DM-240. W 1987 r. jako dowódca zgrupowania 7bsap kierował rozbudową obiektów CWKS Legia. W tym samym roku w okolicy Borowa gm. Kalisz Pomorski czynnie uczestniczył w skutecznym gaszeniu pożaru kilkudziesięciu hektarów lasu.
Od 1991 do 1994 oficer 25 Wojskowej Komendy Kolejowej w Stargardzie Szczecińskim. W ramach tego stanowiska nadzorował wyprowadzenie transportami kolejowymi wojsk byłej Armii Radzieckiej z lotniska w Kluczewie k. Stargardu Szczecińskiego (od kwietnia do września 1992 wyjechało z Kluczewa ponad 40 transportów). W okresie od 1994 do 1996 szef służb technicznych zastępca d-cy 2bsap 2DZ (na tym stanowisku był zaangażowany w przygotowania do wręczenia sztandaru 2 bsap i w powstanie odznaki pamiątkowej tego batalionu). W 1996 r. był szefem logistyki 2bsap. W tym samym roku został st. oficerem logistyki wydziału materiałowego, potem technicznego 2PDZ. W 1997 r. podczas powodzi był w grupie operacyjnej 2DZ. Wyróżniony za racjonalizację przez Ministra Obrony Narodowej. W latach 1998–1999 piastował stanowisko kierownika 7 Okręgowej Składnicy Sprzętu Inżynieryjnego i Materiałów Wybuchowych (7OSSInż. i MW) w Drawnie.
W okresie od 2000 do 2009 był kierownikiem Składu Materiałowego Drawno w podporządkowaniu 2 Rejonowej Bazy Materiałowej (2RBM). W ramach swojej funkcji był jednocześnie kierownikiem niszczeń środków bojowych nieużytkowych i niebezpiecznych. W tym zakresie osiągnięto najlepszą efektywność w Polsce. Podległa mu Wojskowa Straż Pożarna (uczestniczyła w 2002 w zajęciach międzynarodowych z Holendrami). Ostatni dowódca garnizonu Drawno w latach 1998–2003. W 2010 r. został komendantem Garnizonowego Ośrodka Mobilizacyjnego w Czarnem, który w 2011 r. został rozformowany. W 2012 zwolniony z zawodowej służby wojskowej.

## Awanse

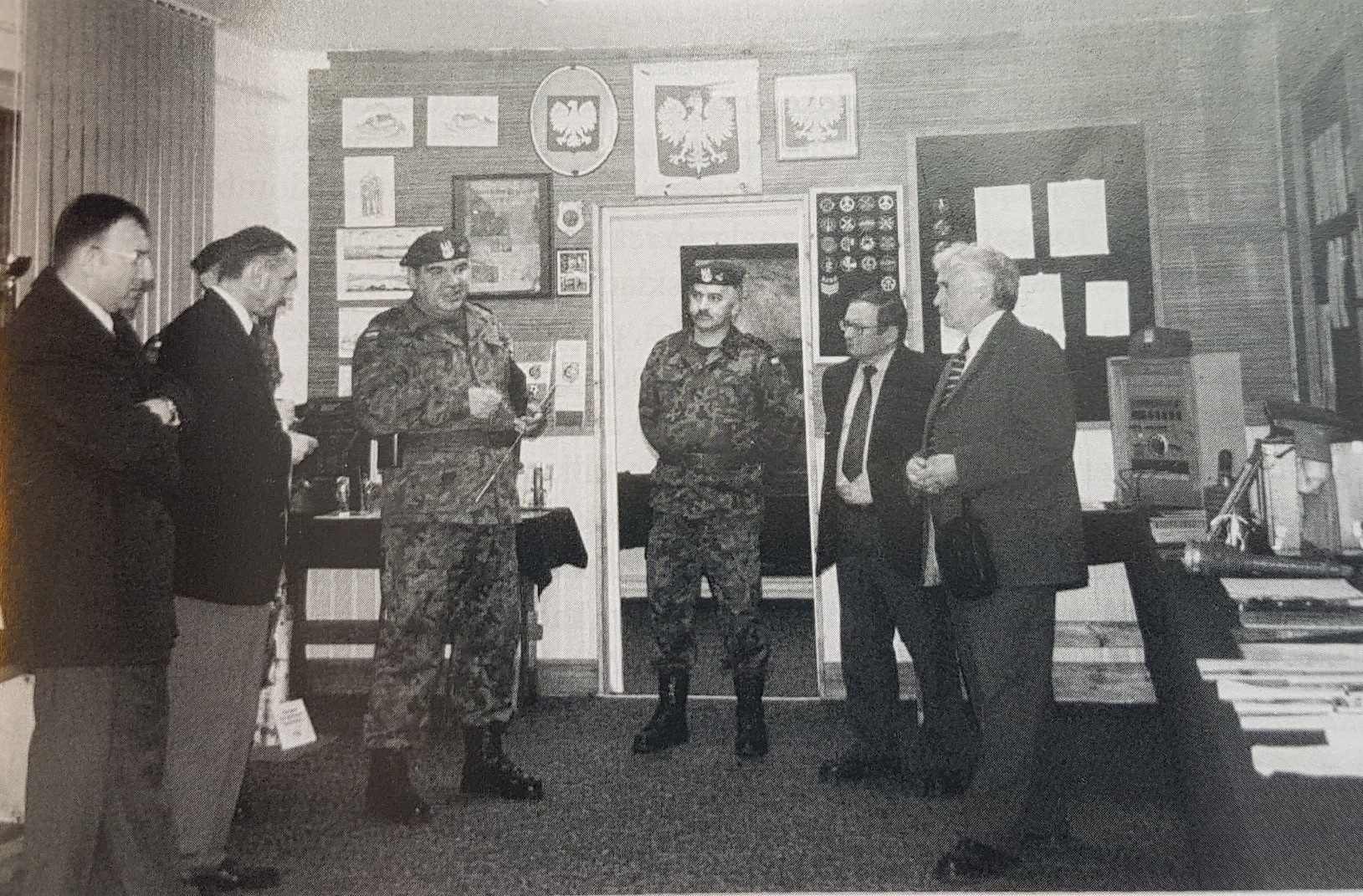
mjr A. Szutowicz w sali tradycji

- podporucznik – 1980

- porucznik – 1983
- kapitan – 1988
- major – 1996
- podpułkownik – 2010

## Działalność społeczna
Jego głównym zainteresowaniem, pasją jest falerystyka oraz historia regionu. Współautor odznak pamiątkowych 2bsap i 7OSSInż. i MW. Współorganizator koła Związku Sybiraków w Stargardzie Szczecińskim i koła Stowarzyszenia Saperów Polskich w Drawnie, były prezes koła Towarzystwa Przyjaciół Grodna i Wilna w Stargardzie Szczecińskim.

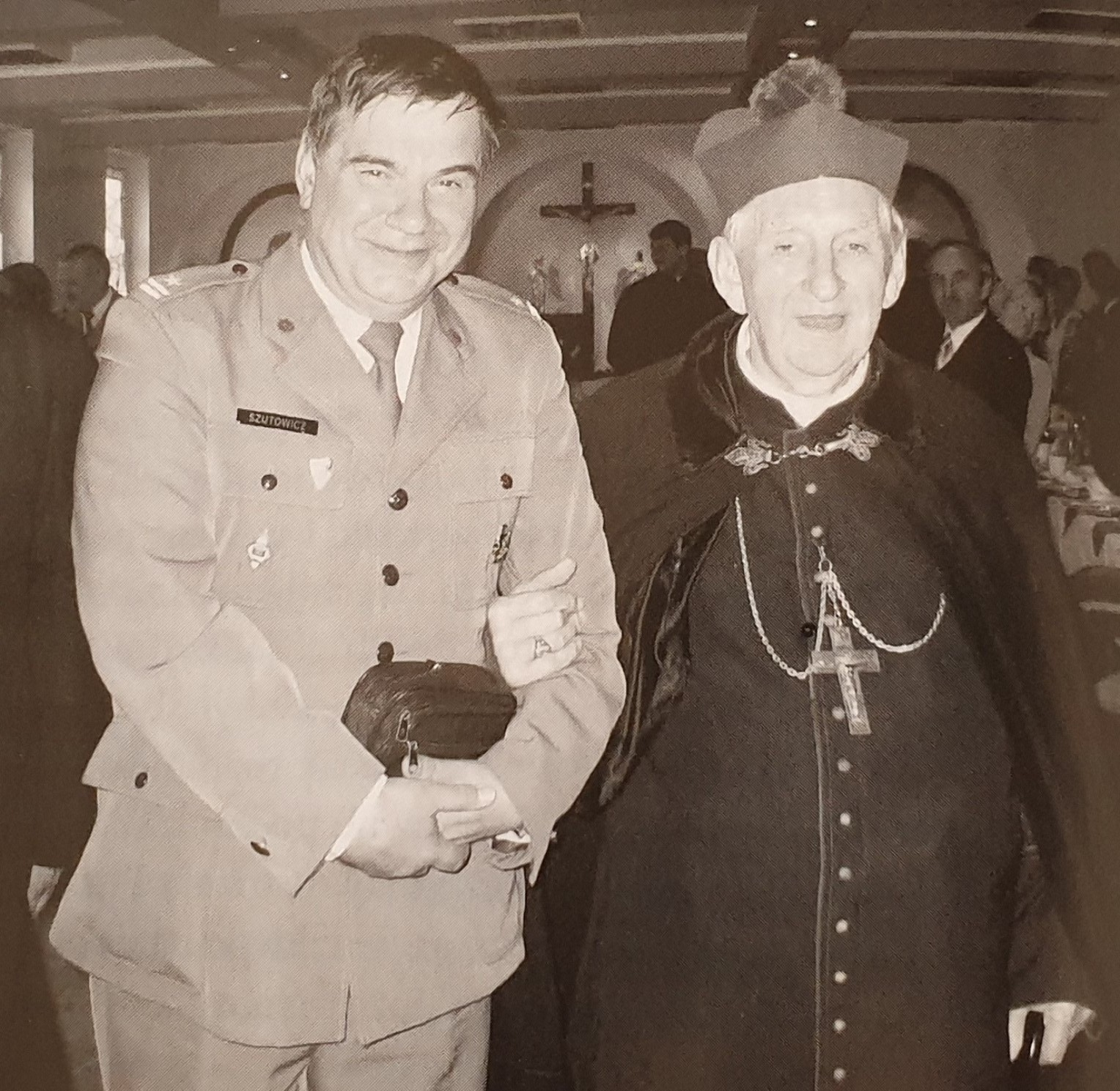
Drawno. Mjr Andrzej Szutowicz

Członek Głównego Stowarzyszenia Saperów Polskich i Honorowej Kapituły Fundacji Naji Goche. Członek Klubu Kawaleryjskiego 18 Pułku Ułanów Pomorskich. Redaktor naczelny biuletynu „Kawaliera” przy kole nr 21 Stowarzyszenia Saperów Polskich w Drawnie. Współtwórca strony internetowej poświęconej Oflagowi II B Arnswalde. Autor wystaw promujących Pomorze i wojska inżynieryjne oraz Straż Graniczną RP. Laureat konkursu Ordynariatu Polowego WP „Żołnierskie serca w hołdzie Janowi Pawłowi II” (2005) oraz powiatowych konkursów poetyckich w Pełczycach (do 2009).   W 2011 zaangażował się w prowadzoną rozbudowę fortyfikacyjną przy poniemieckim schronie B-Werk w Szczecinku i wielowyznaniowej kapliczki na cmentarzu wojennym „Nord” w Czarnem powstałej w intencji spoczywających tam zmarłych jeńców wojennych.

## Dorobek publicystyczny
Twórca i współautor wielu publikacji z historii regionu, w tym:
- „Sylwetki Saperów. Kolejne Pokolenia”, Praca zbiorowa pod kierunkiem Ryszarda Żuchowskiego (2009)
- „Zwykły żołnierski Los. Jeńcy wojenni na Pomorzu Zachodnim” (1919–1945), Praca zbiorowa (2011)
- „Przewodnik po Drawnie i okolicach” (2012)
- „Przewodnik po Drawnie i okolicach”; Alicja Łukasik, Andrzej Szutowicz (2012)
- „Ziemia Drawieńska w starej i nowej fotografii”, Praca zbiorowa pod kierunkiem Alicji Łukasik (2013)
- „Oflag II B Arnswalde. Jenieckie losy”; Sławomir Giziński, Andrzej Szutowicz (2013)
- „700 lat Drawna. Studia i materiały z historii miasta i szlachty nowomarchijsko-zachodniopomorskiej”, Praca zbiorowa pod kierunkiem dr J.G. Brzustowicza (2014)
- „Studia i Szkice”, pod redakcją Krzysztofa Filipa i Mirosława Golona Instytut Pamięci Narodowej Komisja Ścigania Zbrodni przeciwko Narodowi Polskiemu Oddział w Gdańsku. Armia Czerwona/Radziecka w Polsce w latach 1944–1993, Borne Sulinowo-Bydgoszcz – Gdańsk 2014 s. 177–185
- „W zbroi i mundurze po ziemi drawieńskiej”; Andrzej Szutowicz, Jan Brycki (2016)
- „Nadgraniczna twierdza polskości”; Krzysztof Tyborski, Andrzej Szutowicz (2017)
- „Konarzyny cierniste oblicze wojny”; Krzysztof Tyborski, Karolina Joachimczyk, Andrzej Szutowicz (2019)

## Ordery, odznaczenia, wyróżnienia
- Złoty Medal „Za zasługi dla obronności kraju”
- Złoty Medal „Siły Zbrojne w Służbie Ojczyzny”
- Odznaka Honorowa Sybiraka (1994)
- Brązowy Medal „Zasłużonemu Saperowi WP” (1996)
- Odznaka honorowa 7 OSSIiMW (1998)
- Odznaka Honorowa za zasługi dla Miasta i Gminy Drawno (2000)
- Złoty Medal „Za Zasługi dla Pożarnictwa” (2001)
- znak honorowy od Theun B. Frankema komendanta strażaków holenderskich z Oosterwolde (2002)
- Brązowa Odznaka „Zasłużony dla Ochrony Przeciwpożarowej” (2007)
- Bazuna Kaszubska Kleka[c] (2010)
- tytuł i statuetka „Drawnianin Roku 2010” (2010)
- Srebrny Medal „Opiekun Miejsc Pamięci Narodowej” (2010)
- tytuł „Przyjaciel Dzieci i Młodzieży” nadany przez Stowarzyszenie Osób Niepełnosprawnych i Integracji Środowiskowej „Szansa” w Czarnem (2011)
- Medal i tytuł honorowy „Zasłużony dla Gminy Czarne” (2011)
- dyplom honorowy od ambasadora Republiki Serbii (2014)
- Medal „Pro Memoria” (2015)[d]
- Medal „Pro Patria” (2015)[e]
- dyplom z okazji 60-lecia Zrzeszenia Kaszubsko Pomorskiego (2016)
- srebrny jubileuszowy Znak Stowarzyszenia Weteranów Polskich Formacji Granicznych (2016)
- Odznaka honorowa Fundacji Na Rzecz Jazdy Polskiej (2018)